# Noord-Hannovers voetbalkampioenschap
Het Noord-Hannovers voetbalkampioenschap (Duits: Kreisliga Nordhannover) was een regionale voetbalcompetitie uit het noorden van Duitsland waarin voornamelijk clubs uit de steden Harburg en Wilhelmsburg speelden. In deze tijd waren dit nog zelfstandige steden, pas eind jaren dertig zouden ze stadsdelen van Hamburg worden.
De competitie was het zwakkere broertje van de Noord-Duitse voetbalbond. Geen enkele club kon ooit potten breken in de eindronde en in tegenstelling tot de andere competities mocht enkel de kampioen naar de eindronde. In 1928 brak er revolutie uit in Noord-Duitsland omdat de grote clubs, voornamelijk uit de competitie van Groot-Hamburg, vonden dat de vele competities hen zwakker maakten op nationaal vlak. Er werd een eigen competitie opgezet met tien clubs. De gewone competities vonden niet plaats of werden na enkele wedstrijden al afgebroken. Na dit seizoen gaf de voetbalbond toe en de elf competities werden teruggeschroefd naar zes. Voor Noord-Hannover veranderde dit niets, het waren de andere competities die moesten inkrimpen.
In 1933 kwam de NSDAP aan de macht in Duitsland en werden alle regionale voetbalbonden opgeheven. De Gauliga werd ingevoerd als hoogste klasse en de clubs uit de competitie Noord-Hannover gingen spelen in de Gauliga Nordmark, enkel de kampioen plaatste zich, de andere clubs moesten in de tweede klasse starten.

## Kampioenen
| Seizoen | Kampioen                      | Vicekampioen                  |
| ------- | ----------------------------- | ----------------------------- |
| 1923    | FC Borussia 04 Harburg        | FC Viktoria 1910 Wilhelmsburg |
| 1924    | VfR 1907 Harburg              | MTV Harburg                   |
| 1925    | VfR 1907 Harburg              | SV 1924 Harburg               |
| 1926    | VfR 1907 Harburg              | FC Normannia 1906 Harburg     |
| 1927    | FC Viktoria 1910 Wilhelmsburg | VfR 1907 Harburg              |
| 1928    | VfR 1907 Harburg              | FC Viktoria 1910 Wilhelmsburg |
| 1930    | FV 1909 Wilhelmsburg          | FC Viktoria 1910 Wilhelmsburg |
| 1931    | SV 1924 Harburg               | FC Viktoria 1910 Wilhelmsburg |
| 1932    | FC Borussia 04 Harburg        | FC Viktoria 1910 Wilhelmsburg |
| 1933    | FC Viktoria 1910 Wilhelmsburg | FV 1909 Wilhelmsburg          |

## Seizoenen eerste klasse
| Club                            | /10 | Seizoenen (1922-1928, 1929-1933)           |
| ------------------------------- | --- | ------------------------------------------ |
| FC Borussia 04 Harburg          | 10  | 1922-1928, 1929-1933                       |
| FC Viktoria 1910 Wilhelmsburg   | 10  | 1922-1928, 1929-1933                       |
| VfR 1907 Harburg                | 10  | 1922-1928, 1929-1933                       |
| Wilhelmsburger FV 09            | 10  | 1922-1928, 1929-1933                       |
| SV 1924 Harburg                 | 8   | 1924-1928, 1929-1933                       |
| SC Uelzen 1909                  | 8   | 1923-1924, 1925-1928, 1929-1933            |
| FC Normannia 06 Harburg         | 6   | 1922-1928                                  |
| FC Viktoria 1910 Harburg        | 6   | 1924-1926, 1927-1928, 1929-1930, 1931-1933 |
| SpVgg Eintracht 03 Lüneburg     | 4   | 1927-1928, 1929-1932                       |
| Harburger TB 1865               | 2   | 1922-1924                                  |
| MTV 1861 Harburg                | 2   | 1922-1924                                  |
| SC Wilstorf 1910                | 2   | 1926-1928                                  |
| Hertha 09 Harburg               | 1   | 1922-1923                                  |
| FC Schwarz-Weiß 1924 Harburg    | 1   | 1924-1925                                  |
| Lüneburger SK                   | 1   | 1927-1928                                  |
| Wilhelmsburger SK 1920          | 1   | 1927-1928                                  |
| SV Wacker 1910 Harburg-Wilstorf | 1   | 1930-1931                                  |
| SV Wilhemsburg 26               | 1   | 1932-1933                                  |

1922/23 · 1923/24 · 1924/25 · 1925/26 · 1926/27 · 1927/28 · 1929/30 · 1930/31 · 1931/32 · 1932/33